# Menhit
Menhit ist eine Göttin in der ägyptischen Mythologie. Sie war eine Göttin des Kampfes, galt aber auch als Kronengöttin.

## Darstellung
Menhit wird als löwenköpfige Frau dargestellt. Seltene Abbildungen zeigen sie aber auch nur als Frau mit Sonnenscheibe und Uräusschlange auf dem Kopf.

## Kult und Kultorte
Ein Hauptkultort der Menhit war Esna, das griechische Latopolis, wo sie zusammen mit Chnum und ihrem Sohn Heka-pa-chered eine Dreiheit bildete. Als weiterer Hauptkultort ist Sais bekannt.

## Bedeutung
Ihre Darstellung als Frau mit Löwenkopf brachte Menhit in enge Verbindung mit den Göttinnen Sachmet, Bastet und Renenutet. Durch die Annäherung von Chnum an Schu rückte Menhit aber auch an die Stelle der Göttin Tefnut. In dieser lokalen Form gehörte sie zum Mythos vom Sonnenauge. In diesem Zusammenhang wird die feuerspeiende Uräusschlange dann zeitweilig als Menhit angesprochen. So ist es möglich, dass Menhit anfänglich nur ein Name der Uräusschlange selbst war und die Beziehung zur Göttin Menhit in Löwengestalt erst allmählich hergestellt wurde.
Ihr Name, der als die „Schlächterin“ übersetzt werden kann, bezeichnet sie als Göttin des Kampfes. Abbildungen von Schlachten Sethos I. zeigen beispielsweise den König mit dem Beiwort „geliebt von Menhit“. In ihrer weiteren Bedeutung als Kronengöttin war Menhit beim Volk weniger bekannt.